# Bella (Eva)
Bella è un singolo della cantante francese Eva, pubblicato il 22 marzo 2019.

## Video musicale
Il video è stato reso disponibile in concomitanza con la pubblicazione del brano.

## Tracce
Testi e musiche di Eva, Djazzi Fizou e Gbalia Stan.
1. Bella – 2:59

## Formazione
- Eva – voce
- Djazzi Fizou – produzione
- Gbalia Stan – produzione

## Classifiche
| Classifica (2019) | Posizione massima |
| ----------------- | ----------------- |
| Belgio (Vallonia) | 54                |
| Francia           | 11                |